# Арсланбековский сельсовет
Арсланбековский сельсовет — административно-территориальная единица и муниципальное образование со статусом сельского поселения в Ногайском районе Дагестана Российской Федерации.
Административный центр — село Ленинаул.

## Население
| 2010 | 2012  | 2013  | 2014  | 2015  | 2016 | 2017 |
| ---- | ----- | ----- | ----- | ----- | ---- | ---- |
| 1075 | ↘1051 | ↘1030 | ↘1008 | ↗1010 | ↘991 | ↘960 |
| 2018 | 2019  | 2020  | 2021  | 2023  | 2024 | 2025 |
| ↘947 | ↘923  | ↗931  | ↗990  | ↘979  | ↘936 | ↘911 |

## Состав
| № | Населённый пункт | Тип населённого пункта       | Население |
| - | ---------------- | ---------------------------- | --------- |
| 1 | Арсланбек        | село                         | ↗75       |
| 2 | Калининаул       | село                         | ↘496      |
| 3 | Ленинаул         | село, административный центр | ↘419      |